# هارولد جاي غريم
هارولد جاي غريم (بالإنجليزية: Harold J. Grimm)‏ هو مؤرخ أمريكي، ولد في 1901، وتوفي في 1983.